# Lucas (voornaam)

Wereldkaart met de landen waar de naam Lucas en varianten daarop populair zijn.

Lucas is een voornaam die aan jongens gegeven wordt. De herkomst is te herleiden naar het Griekse Λουκάς (Loukas). 

## Herkomst
Er bestaan verschillende opvattingen over de herkomst van de naam. Een theorie stelt dat Λουκάς is afgeleid van de Romeinse eigennaam "Lucius", die weer verwant is met de Latijnse woorden "lux" ("licht" < *luc-s) en "luna" ("maan" < *luc-na). Volgens een andere opvatting is "Lucas" afkomstig van "Lucanus" (Grieks: Λουκανός, Loukanos) dat "afkomstig uit Lucanië" betekent. Anderen houden het op "afkomstig uit Lycië" dat in het Grieks ook als Lukas (zie Lukka) bekend stond. De bekendste Lucas uit de oudheid is de evangelist Lucas.

## Voorkomen
De naam komt in Nederland en België ook voor als Luuk, Luk, Luc, Luuc, Luck en Luuck. Ook ziet men Luca, Luka, Loeka en Louka  (tevens als meisjesnaam).
- In 2018 was Lucas de populairste jongensnaam in Nederland.[3] Luuk stond op de 7e plek.
- In 2019 kwam Lucas op de 3e plaats, met Luuk op de 10e plaats.[4]

## Enkele bekende naamdragers
- Luk Alloo, televisiepresentator
- Luca Banti, Italiaans voetbalscheidsrechter
- Lucas Bols, oprichter van het bedrijf dat zijn naam draagt
- Luk De Bruyker, acteur
- Loeki de Leeuw, Ster-icoon
- Luc Devos, pianist
- Luc De Vos, zanger en muzikant van de Vlaamse groep Gorki
- Luc Dufourmont, Belgische zanger en acteur
- Luca Fusi, Italiaans voetballer
- Lucas Grabeel, zanger en acteur
- Luuk Gruwez, dichter en schrijver
- Lukáš Hrádecký, Fins voetballer
- Luc Huyghe, Belgisch voetbalscheidsrechter
- Luuk de Jong, Nederlands voetballer
- Luc Nilis, Belgisch voetballer
- Luca Toni, Italiaans voetballer
- Lukas Tudor, Chileens voetballer
- Luckas Vander Taelen, Belgisch acteur, journalist, politicus, reportagemaker en zanger
- Lucas Van den Eynde, Vlaams acteur
- Luc Wilmes, Luxemburgs voetbalscheidsrechter